# Iain Noble
Sir Iain Andrew Noble, 3. Baronet (* 8. September 1935 in Berlin; † 25. Dezember 2010 in Isleornsay) war ein britischer Geschäftsmann, Grundbesitzer der Estates Ardkinglas bei Cairndow in Argyll und Eilean Iarmain bei Isleornsay auf der Isle of Skye und Whiskyproduzent. Als Aktivist des sogenannten „Gaelic Revival“ für die Erhaltung der schottisch-gälischen Sprache und Kultur zählt er zu den wichtigsten Privatperson des 20. Jahrhunderts für den Erhalt der Sprache.

## Jugend und Familie
Noble stammte aus einer Familie von Bankiers und Diplomaten. Er war ein Enkel des Rüstungsunternehmers Sir John Noble, 1. Baronet, und dessen Frau Amie (geborene Walker-Waters), seine Großmutter mütterlicherseits Sigrid Michelet war eine Tochter des norwegischen Diplomaten Johan Michelet. Sein Vater Sir Andrew Napier Noble, 2. Baronet, war britischer Botschafter in Polen, Mexiko und den Niederlanden. Der Familienbesitz lag in Ardkinglas im Westen Schottlands, dort suchte der Premierminister Harold Macmillan Schutz während der Profumo-Affäre.
Noble wurde am 8. September 1935 in Berlin geboren, die ersten Lebensjahre verbrachte er in Rom, während sein Vater bis zum Beginn des Krieges mit Japan in China arbeitete. Als Folge des Krieges wurde Noble als Kind für eine Weile nach Südafrika geschickt. Später wurde sein Vater Botschafter in Argentinien, und Noble ging auf das St Andrews College in Buenos Aires. Danach besuchte er das Eton College. Seine Familie enttäuschte er dadurch, dass er nicht Offizier werden wollte und stattdessen seinen Wehrdienst als Gefreiter bei den Argyll and Sutherland Highlanders verbrachte. Anschließend studierte er an der Universität Oxford, wo er sichtlich aufblühte. Jedoch hatte Noble Heimweh nach Schottland. Er hatte eine enge Beziehung zu seinem Onkel väterlicherseits, Michael, der Schäfer sowie Parlamentsmitglied für Argyll, Staatssekretär für Schottland und Handelsminister war. Zu der Zeit zog Noble es in Erwägung, sich als Parlamentsmitglied für die Liberalen aufstellen zu lassen, hierbei wurde er von seinem Onkel unterstützt.
1987 erbte er beim Tod seines Vaters dessen Adelstitel eines Baronet, of Ardkinglas in the County of Argyll.

## Arbeitsleben
Nachdem er die Universität verlassen hatte, arbeitete Noble für Wrightson's Stockbrokers and Accountants in London, kehrte dann aber nach Schottland zurück, um zwischen 1964 und 1969 als Berater für Wirtschaftsfragen für das Scottish Council for Development and Industry  zu arbeiten. Noble war Mitglied der Edinburgh Speculative Society, und zusammen mit seinen Freund Aonghas Grossart gründete er 1969 unter dem Namen Noble-Grossart eine Merchant Bank. Seiner Meinung nach war es wichtig und notwendig, eine solche Bank in Schottland selbst zu haben, da die traditionellen großen Handelsgeschäfte rückläufig waren und Merchant Banken verstärkt Gewichtung auf neue Geschäfte außerhalb Schottlands legten. Trotz der schwierigen wirtschaftlichen Lage in dieser Zeit war er mit der Bank sehr erfolgreich. Als er in den 30ern war, verließ Noble mit einer Abfindung die Partnerschaft, zur selben Zeit, als 23.000 Acres des Macdonald Estates zum Verkauf standen.

## Isle of Skye

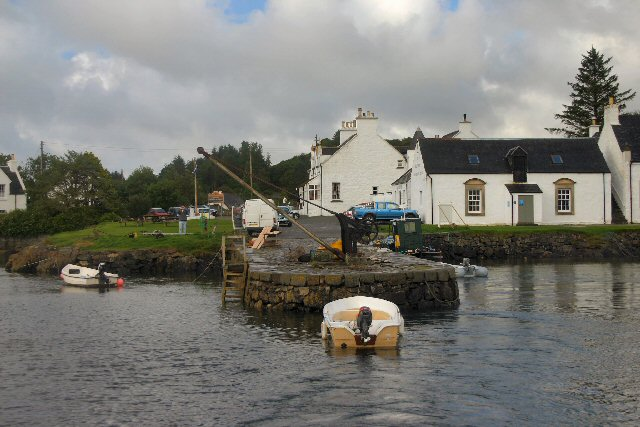
Die Galerie auf Eilean Iarmain, dahinter ist das Hotel

Noble bekam alle Teile des Macdonald Estates, für die er geboten hatte. Das Estate war damals in einem schlechten Zustand, und die Gemeinde verlor viele junge Leute und Arbeitsplätze. Aber Nobles Pläne für sein Estate waren auf Arbeitsplätze für die gälischsprechende Bevölkerung ausgerichtet, er gründete Joint Ventures wie eine Strickwaren-Kooperative, das Whiskyvermarktungsunternehmen Pràban na Linne, einen  Investmenttrust sowie ein Programm für gemeinschaftliches Eigentum an Fischerbooten. In vielen seiner Projekte, die er gegründete, wählte er schottisch-gälisch als Sprache des Arbeitsplatzes, wie z. B. in seinem Hotel, auf der Farm und in der Kunstgalerie. Er ermutigte auch zum Gebrauch der Sprache im Alltag und war der erste Besitzer eines gälischen Scheckheftes, ausgestellt von der Bank of Scotland.
In Bezug auf die schottisch-gälische Sprache sagte er:

“Ma dh'ath-bheòthaicheas tu do chuid cànain, bidh cothrom nas fheàrr agad do choimhearsnachd ath-bheòthachadh.”

„Wenn du deine Sprache wiederbelebst, wird du bessere Chancen haben, deine Gemeinde wiederzubeleben.“

Obwohl nicht jeder seiner Pläne erfolgreich war, verlangsamte sich  nach und nach der Rückgang der Wirtschaft der Gemeinde in Sleat, und die Taten Nobles gaben neue Wachstumsimpulse. In Bezug auf den Bau der Brücke zwischen dem Festland und der Insel Skye war Noble hin- und hergerissen. Zunächst war er für die Brücke, um die Industrie anzukurbeln, dann war er gegen die Brücke, als er das Verschwinden der gälischen Kultur sah, nur um später wieder dafür zu sein, als der wirtschaftliche Aufschwung begann.

## Noble und die schottisch-gälische Sprache

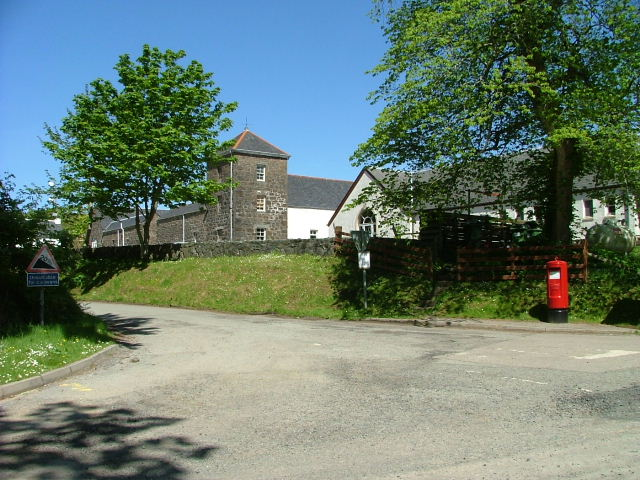
Sabhal Mòr Ostaig (die große Scheune von Ostaig), die Noble für das College zur Verfügung stellte.

Sabhal Mòr Ostaig, das einzige gälischsprachige College Schottlands, ist eines seiner bedeutendsten Projekte. Es wurde in einem alten Stallgebäude von seinem Estate gegründet, welches er der Gemeinde schenkte und in eine Anzahl von Unterrichtsräume und Unterkünfte für Studenten umbaute. Heute ist das College ein großes Unternehmen, das mehr als eine Million Pfund zur lokalen Wirtschaft in Sleat beiträgt.

## Kampf um zweisprachige Straßenschilder
1973 wollte der Inverness County Council die Straßen auf Skye verbessern und benötigten dafür etwas von Nobles Land. Anstatt zu verkaufen, bot Noble das Land umsonst im Austausch für die Erlaubnis an, drei zweisprachige Straßenschilder aufzustellen. Dies wurde vom Council abgelehnt, unter anderem mit den Worten von Lord Burton:

“It does become a matter of principle. If it raises itself in Viewfield Road, it might raise itself through out the whole of Skye.”

„Es ist eine Frage des Prinzips. Wenn sie in Viewfield Road erscheinen, könnten sie demnächst auf ganz Skye erscheinen.“

Die Vermittlungsversuche wurden von Noble abgelehnt mit den Worten:

“He [Burton] said my attitude was holding up the road and that the cost to the country would rise up to £ 20.000. I told him I was surprised […] to consider such a prize in order to prevent five words of Gaelic appearing in public.”

„Er [Burton] sagte, das meine Einstellung den Bau der Straße aufhielte und dass die Kosten für den Staat auf £ 20.000 ansteigen würden. Ich erwiderte, daß ich erstaunt bin,[…] einen solchen Preis in Erwägung zu ziehen, um zu Verhindern, das fünf gälische Wörter in der Öffentlichkeit erscheinen.“

Aber zu guter Letzt setzte Noble sich durch, und dies waren die ersten zweisprachigen Straßenschilder, die jemals in Schottland aufgestellt wurden, ein Anblick der heute in weiten Teilen der Highlands üblich geworden ist.

## Ehrungen
Noble erhielt zahlreiche Ehrungen, unter anderem:
- 1982: Scotsman of the Year[3]
- 1998: Officer des Order of the British Empire (OBE)[2]
- 2000: Keeper of the Quaich[3]

## Tod
Noble starb am 25. Dezember 2010 auf Eilean Iarmain im Alter von 75 Jahren. Er hinterließ eine Witwe, Lucilla Charlotte James Mackenzie, die er 1990 geheiratet hatte, aber keine Kinder, weshalb sein Adelstitel an seinen Bruder Timothy Peter Noble (* 1943) als 4. Baronet fiel.